# Горни Иг
Горни Иг (на словенски: Gornji Ig) е село в Словения, регион Средна Словения, община Иг. Според Националната статистическа служба на Република Словения през 2015 г. селото има 29 жители.